# Питерсон, Оскар
Оскар Эммануэль Питерсон (англ. Oscar Emmanuel Peterson; 15 августа 1925, Монреаль, Квебек, Канада — 23 декабря 2007, Миссиссога, Онтарио, Канада) — канадский джазовый пианист, композитор, руководитель трио, преподаватель и один из самых выдающихся пианистов — виртуозов джаза.

## Биография
Родился в семье вокзального носильщика. Рано обнаружил интерес к музыке. Первые уроки Оскару давала старшая сестра. Отец обучил его игре на тромбоне и пианино, когда ему было около 6 лет. Однако, перенеся туберкулёз в раннем возрасте, Питерсон вынужден был продолжить игру только на фортепиано (врачи запретили играть на духовых инструментах).
В 14 лет стал призёром конкурса (устроенного местной радиостанцией) молодых талантов и получил право регулярно выступать в радиошоу.
Дебютировал Оскар Питерсон в 1944 году в канадском джаз-оркестре Джонни Холмса (Johnny Holmes).
Первые записи музыканта вышли в Канаде в середине 40-х годов. И хотя они свидетельствовали о появлении технически безупречного пианиста, канадские любители джаза не отдали в то время должное своему соотечественнику. Однако молодой бизнесмен Норман Гранц, почуяв коммерческие возможности джаза, собирает «сборную команду» джазовых светил, куда в качестве молодого дарования приглашает и Оскара Питерсона.
С 1949 года участвовал в концертах-турне «Джаз в филармонии» по Соединенным Штатам Америки. Вот как описывал в 1949 году дебют Оскара Питерсона в Нью-Йорке журнал «Даун Бит»:

Его богатырское тело становилось удивительно легким за фортепиано, а техника ошеломила всех. Его молниеносная правая рука рассыпала горсти «боповых пассажей» и демонстрировала отличное чувство гармонического развития. Нечто подобное нам уже показывал другой иностранец-англичанин Джордж Ширинг. Но когда Оскар Питерсон стал легко выписывать «боповые фигуры» одним пальцем левой руки, что до него никто не делал, то даже самые придирчивые критики зааплодировали.
В 1953 году гастролировал по Европе со своим трио, в состав которого с 1951 года входили контрабасист Рэй Браун (Ray Brown) и гитарист Ирвинг Ашби (Ashby Irving). Позднее Ашби сменяет Барни Кессел (Barney Kessel), а его в свою очередь меняет Херб Эллис (Herb Ellis).
В 1955 году аккомпанировал Элле Фицджеральд во время её гастролей по Англии и Шотландии.
Трио с гитарой и контрабасом просуществовало пять лет, до 1958 года. После ухода Херба Эллиса Питерсон делает смелый поворот: меняет гитариста на барабанщика Джина Гамаза (Gene Gamage), лишая себя преимуществ оригинального ансамбля.
В 1959 году Гамаза сменяет Эд Тигпен (Ed Thigpen). В этом же году снялся во французском музыкальном фильме «Les Tricheurs». После этого преподает в джазовой школе Нью-Йорка, участвует в 1-м канадском джаз-фестивале в городе Торонто, выступает на джаз-фестивале в Чикаго. Все 50-е годы по опросам читателей и критиков ведущих джазовых изданий входит в число ведущих джазовых пианистов. Трио Питерсона с Рэем Брауном и Эдом Тигпеном стало самым популярным ансамблем в карьере пианиста.
В начале 60-х годов открыл в Торонто (Канада) Продвинутую школу современной музыки, представил в 1964 году свою композицию Canadian Suite. Ежегодно продолжал гастролировать с концертами в США и Европе. Наиболее яркими из выступлений Питерсона в 60-е годы были его новые совместные выступления с Эллой Фицджеральд.
В 1965 году Эда Тигпена заменяет барабанщик Луис Хэйес (Louis Hayes), а контрабасист Сэм Джонс (Sam Jones) в 1966 году приходит в трио на смену Рэю Брауну. После ухода Луиса Хэйеса в 1967 году в трио приходит Бобби Дахэм (Bobby Durham).
Сотрудничал со многими выдающимися джазменами, в числе которых — Дэйв Брубек, Диззи Гиллеспи, Бен Уэбстер, Луи Армстронг, Стэн Гетц и другие. Записывал дуэты с Каунтом Бэйси. В 1969 году записал студийный альбом «Motions and emotions», в котором трио аккомпанировал симфонический оркестр; оркестровки песен А. К. Жобина, Г.Манчини, Битлз и других шлягеров выполнил Клаус Огерман, который выступил на аудиозаписи также как дирижёр.
В последующие годы участниками трио Оскара Питерсона были такие музыканты, как чешский басист Джордж Мраз, шведский гитарист Ульф Вакениус, гитарист Джо Пасс и другие.
Трио Оскара Питерсона объездило весь мир, записало более 150 альбомов. В 1974 трио выступало в СССР (Таллин) с контрабасистом Нильсом-Хеннингом Эрстед-Педерсеном и барабанщиком Джейком Ханной.
В 1993 году перенес инсульт, после которого стал выступать редко и играл только правой рукой.
Его многочисленная дискография включает записи с трио, с Билли Холидей, Бенни Картером, Луи Армстронгом, Эллой Фицджеральд, Роем Элдриджем, Лестером Янгом, Стэном Гетцем, Бадди Де Франко, Коулменом Хокинсом, Modern Jazz Quartet, Кларком Терри, Сонни Ститтом и т. д.
В 2004 году одна из центральных площадей в Торонто была названа его именем.
В 2007 году состояние его здоровья ухудшилось. Он отменил свои планы выступить на джазовом фестивале в Торонто и концерте всех звезд Карнеги-Холла, который должен был быть дан в его честь. Скончался от почечной недостаточности 23 декабря 2007 года в городке Миссиссауга близ Торонто. Ему было 82 года.

### Личная жизнь
Питерсон был женат четыре раза. У него было семеро детей от трех его жен. Он курил сигареты и трубку и часто пытался избавиться от этой привычки, но каждый раз, когда бросал, набирал вес. Он любил готовить и оставался крупным на протяжении всей своей жизни.

## Творчество

### О стиле и творчестве
Пианизм Питерсона отличала «красочность», соединенная с феноменальной техникой исполнения, что подчеркивает его сходство с Артом Тейтумом. В его игре слышалось влияние Эрролла Гарнера, Нэт Кинг Коула, Тедди Уилсона и Джорджа Ширинга (George Shearing). Игру Питерсона отличал мощный драйв и гибкость, позволявщая ему сочетать яркие сольные пассажи с тонкой аккомпанирующей игрой. Полнота звучания рояля, сочность туше, легкость и естественность бега, разнообразие звуков от блюзовых всплесков до оркестрового рокота сделало многие пьесы, исполненные Оскаром Питерсоном, образцами фортепианной джазовой классики.
В основе его творчества — элементы свинга и бибопа, а репертуар составляли, как правило, известные мелодии (записал альбомы с песнями популярных американских композиторов, — Гершвина, Портера, Керна, Арлена, Уоррена и других). По мнению критика Джеймса Коллиера, творчество Оскара Питерсона помогло «сделать джаз более доступным».
Известный историк джаза Скотт Янов так писал о музыканте:

Конечно, можно смело утверждать, что Питерсон играет сто нот там, где другой пианист обошёлся бы десятью; но все сто обычно оказывались на нужном месте, и ничего нет зазорного в том, чтобы демонстрировать технику игры, если это служит музыке. Питерсон не шёл от стиля к стилю, а рос внутри той стилистики, которую однажды нашёл, и в этом тоже ничего зазорного нет.
Джазовые этюды Питерсона (Jazz Exercices) стали во всем мире частью начального музыкального образования.

### Избранная дискография
- 1951 — Oscar Peterson At Carnegie Hall
- 1952 — This Is Oscar Peterson
- 1952 — The Gershwin Songbooks
- 1956 — Plays Count Basie
- 1957 — The Oscar Peterson Trio At The Stratford Shakesperean Festival
- 1958 — The Oscar Peterson Trio With Sonny Stitt, Roy Eldridge And Jo Jones At Newport
- 1959 — Ben Webster Meets Oscar Peterson
- 1959 — The Cole Porter Songbook
- 1959 — The Jazz Soul Of Oscar Peterson
- 1959 — The Silver Collection
- 1960 — Exclusively For My Friends (4CD)
- 1961 — The Sound Of The Trio
- 1961 — Very Tall
- 1962 — West Side Story
- 1963 — Night Train
- 1964 — Canadian Suite
- 1964 — Live in Ljubljana
- 1965 — We Get Requests
- 1965 — With Respect To Nat
- 1968 — My Favorite Instrument (соло)
- 1969 — Motions & Emotions
- 1971 — Reunion Blues
- 1974 — Oscar Peterson & Dizzy Gillespie
- 1974 — Oscar Peterson In Russia (2CD)
- 1975 — The More I See You
- 1982 — History Of An Artist
- 1987 — History Of An Artist. Vol. 2
- 1988 — Oscar Peterson And Friends
- 1988 — Oscar Peterson Plays Jazz Standards
- 1990 — Encore At The Blue Note
- 1990 — Oscar Peterson 'Round Midnight'
- 1990 — Saturday Night At The Blue Note
- 1992 — Exclusively For My Friends (4 CD)
- 1992 — Oscar Peterson & Freddie Hubbard «Face To Face»
- 1995 — Christmas
- 1995 — More I See You
- 1997 — Oscar In Paris
- 1998 — Ultimate Oscar Peterson
- 1998 — Oscar Peterson & Benny Green
- 1999 — A Summer Night In Munich
- 2000 — Trail Of Dreams-A Canadian Suite

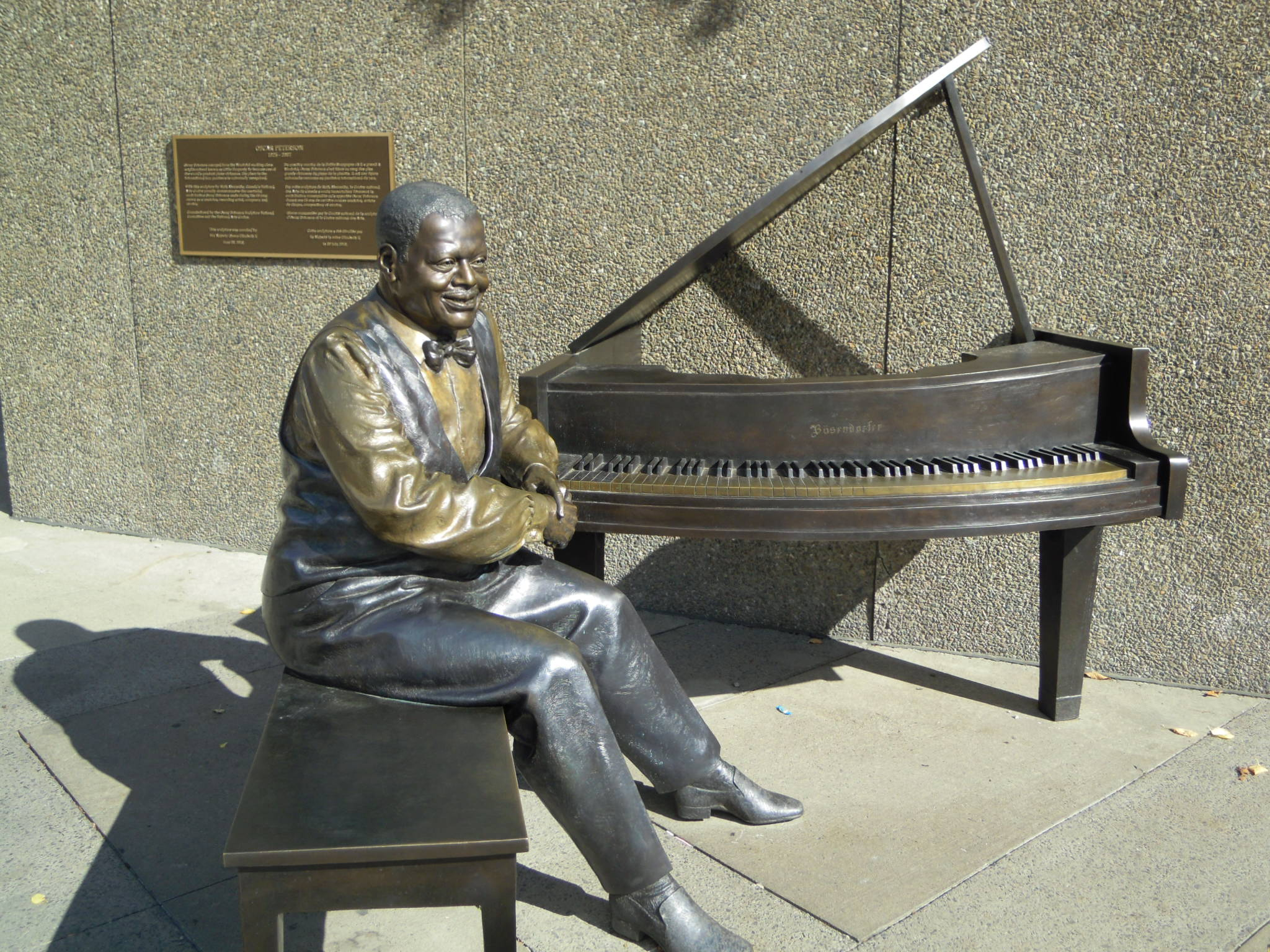
Памятник Оскару Питерсону, Национальный центр искусств, Оттава

### Избранные DVD
- Oscar Peterson Trio «Berlin Concert»
- Ben Webster & Oscar Peterson Trio
- Oscar Peterson Trio in London 1964
- Oscar Peterson — Solo (Montreux) 1975
- Oscar Peterson «Big 4» 1983
- Oscar Peterson «Easter Suite» 1984
- Oscar Peterson & Joe Pass «Quartet Live» 1987
- Music In The Key Of Oscar
- Oscar Peterson Trio 2004
- Oscar Peterson — Night In Vienna 2004